# Graphocephala atropunctata
Graphocephala atropunctata är en insektsart som beskrevs av Victor Antoine Signoret 1854. Graphocephala atropunctata ingår i släktet Graphocephala och familjen dvärgstritar. Inga underarter finns listade i Catalogue of Life.